# Château Larcis Ducasse
Koordinaten: 44° 52′ 53″ N, 0° 8′ 43,4″ W
Château Larcis Ducasse ist eines der bedeutenden und traditionsreichsten Weingüter der französischen Gemeinde Saint-Émilion in der Region von Bordeaux. In der Hierarchie der Rotweine von Saint-Émilion gehört es als Premier Grand Cru classé B , der zweithöchsten Stufe an (siehe auch den Artikel Bordeauxwein (Klassifikation)). Seit dem Jahrgang 2010 wird ein Zweitwein mit dem Namen Murmure de Larcis Ducasse produziert, in den im Vergleich zum Grand Vin ein höherer Anteil von Merlot eingeht. Das Weingut ist Mitglied der 1973 gegründeten Union des Grands Crus de Bordeaux.

## Lage, Boden und Rebsorten
Das insgesamt 11,15 Hektar Land umfassende Château befindet sich unmittelbar an der Departementsstrasse D245 zentral innerhalb des Gebietes der Appellation von Saint Émilion gelegen, ca. 1 km südöstlich der Gemeinde Saint-Émilion entfernt. Die 9,8 Hektar großen Weinberge liegen überwiegend in der Côte Pavie genannten Übergangszone zwischen dem nach Norden hin abfallenden Kalksteinplateau von Saint-Émilion und den flacheren Abschnitten am Fuß der bis zu 25 % steilen, nach Süden ausgerichteten Hanglage. Im Norden schließen die Rebflächen von Château Troplong Mondot an. Unmittelbar westlich liegen die Weinberge von Château Pavie.
Während auf dem lehmig-kalkigen Plateau sowie in der Steillage generell überwiegend Merlot angebaut wird, eignet sich der sandig-lehmige Boden weiter südlich mehr für den Anbau von Cabernet Franc. Der Rebsortenspiegel sieht daher wie folgt aus: auf den Merlot entfällt ein hoher Anteil von 78 %; die Rebsorte Cabernet Franc belegt die restlichen 22 %. Je nach Parzelle liegt die Bestockungsdichte bei 6.000 – 8.880 Rebstöcke je Hektar, wobei bei Neuanpflanzungen einer hohen Dichte der Vorzug gegeben wird.

## Der Wein
Das mittlere Alter der Reben liegt bei 35 Jahren (Stand 2020). Die Trauben werden von Hand gelesen, entrappt und im Keller nochmals mehrfach nachsortiert. Die Gärung findet in temperaturgeregelten Edelstahlbehältern statt.
Der Wein wird zügig in Barriquefässer transferiert, wo er ca. 16–20 Monate lang verbleibt. Verwendet wird jahrgangsabhängig 50–65 % neues Holz. Die malolaktische Gärung erfolgt im Holzfass.

## Geschichte
Der erste schriftliche Beleg zum Weingut  stammt aus dem Jahr 1777 und dokumentiert den Ankauf von Wein durch Pierre Beylot, einem Händler aus Libourne.
Ab 1841 wurde der Château Larcis als einer der besten Crus von Saint-Emilion anerkannt (Publikation von Lecoutre de Beauvais). Es gehörte zu diesem Zeitpunkt Adolphe Pigasse, der auch Eigentümer von Pavie-Pigasse war, das später ein Teil des Château Pavie wurde. Vor 1867 teilte Adolphe Pigasse das Gut in zwei Besitztümer auf, die zu Larcis-Bergey mit einer Fläche von 7 Hektar und Larcis-Ducasse wurden.
1867 erhielt Larcis-Ducasse auf der Weltausstellung in Paris eine Goldmedaille. Der Besitzer war zu diesem Zeitpunkt Herr Ducasse, der das Gut mindestens bis 1874 leitete. Gesichert ist, dass zwischen 1881 und 1893 das Château Larcis-Ducasse der Witwe von Herrn Ducasse gehörte. Im Jahr 1893 kaufte der Reeder und Händler Elisée Henri Raba Henriqués (meist in Kurzform Henri Raba genannt) das Gut. 3 Jahre später kam es zu einem Rechtsstreit zwischen Henri Raba und Ferdinand Bouffard, dem damaligen Besitzer von Château Pavie, der nach 1880 Larcis-Bergey aufgekauft und in Château Larcis umbenannt hatte. Das Urteil zwang Bouffard, sein Gut wieder in Château Larcis-Bergey umzubenennen. Nach dem Tod von Henri Raba im Jahr 1925, leitete seine aus der wohlhabenden Familie Fould stammende Frau Gabrielle das Weingut.
1936 übernahm André Raba, eines der fünf Kinder von Henri und Gabrielle Raba, die Leitung des Weinguts. Nachdem André Raba 1941 nach seiner Verhaftung durch die deutschen Besatzungstruppen kinderlos verstorben war, wurde das Gut von der Psychologin und an der École pratique des hautes études lehrenden Hélène Gratiot Alphandéry (1909–2011), seiner Nichte und Tochter von Esther Raba, übernommen. Helène flüchtete in die besatzungsfreie Zone bei Salon-de-Provence. Offiziell war das Gut im Besitz von Gilles Gratiot, ihrem Ehemann. Bis zum Ende des Zweiten Weltkriegs leitete der Gutsverwalter Pharaon Roche das Anwesen, bis Hélène Gratiot Alphandéry zurückkehrte. Nach ihrer Rückkehr blieb Roche dem Weingut in leitender Stellung verbunden.
Am 16. Juni 1955 wurde das Gut in der ersten offiziellen Klassifizierung der Crus von Saint-Émilion als Grand Cru Classé eingestuft. Ab 1969 wurde die Flaschenabfüllung auf dem Weingut für die Appellation Saint-Émilion Grand Cru und für die Grands crus classés obligatorisch.
1990 ersetzte Jacques Olivier Gratiot, der eine leitende Stelle bei l’Oréal hatte, seine Mutter an der Spitze des Weinguts. Im Jahr 2002 wurde Nicolas Thienpont zum Verwalter des Weinguts ernannt. Dieser stellte im selben Jahr als beratenden Önologen Stéphane Derenoncourt ein. Die technische Leitung des Weinguts übernahm David Suire. Seit 2014 wird die Leitung des Weinguts von Jacques Olivier Gratiot und seiner Schwester Jeanne Attmane-Elakeb wahrgenommen.